# ディキスの石球のある先コロンブス期首長制集落群
ディキスの石球のある先コロンブス期首長制集落群（ディキスのせっきゅうのあるせんコロンブスきしゅちょうせいしゅうらくぐん）は、2014年にUNESCOの世界遺産リストに登録されたコスタリカの世界遺産の一つで、プンタレナス州ディキス地方で先コロンブス期に発達した首長制集落の関連遺跡4件を対象としている。登録名に明記されているように、日本では通俗的な超古代文明・古代宇宙飛行士説関連書籍で、オーパーツとしてしばしば言及されるディキスの石球群を登録対象に含む。コスタリカにとって4件目の世界遺産であり、初の文化遺産登録となった（ID1453）。

## ディキスの石球
かつてコスタリカのディキス地方では、花崗閃緑岩、斑糲岩などで多くの石球が製造された。ほぼ真球をなすこれらの石球は1930年代のプランテーション目的の開墾に際して発見されたが、墓標の一種や何らかの宗教儀式にまつわる意味を推測する意見などもあるものの、今なお正確な製造方法や目的などは特定されていない。地元先住民にも、この石球に関する伝承は存在しないという。
オーパーツとして殊更に謎を強調されることもあるが、当時の技術で製造可能な仮説は提示されており、超古代文明説や古代宇宙飛行士説などを持ち出さずとも説明や再現は可能である。配石遺跡として、その配列に意味を見出そうとする意見もあるが、元の場所から持ち出されたり、破壊されるなどして本来の配列の再現が難しくなっているものが多い。

## 構成資産
石球が残されている考古遺跡は45件にのぼるが、世界遺産登録ではその異なる側面を代表する4件が選ばれている。なお、これらはアクセスが困難で、観光には適さない。

### フィンカ6
フィンカ6 (Finca 6, ID1453-001) は放射性炭素年代測定で西暦750年から1450年と推定されている遺跡群で、現在では周囲にバナナのプランテーションが広がる。Finca はスペイン語で「不動産」「農場」などの意味である。10 haほどの遺跡群が 4つの地区に分けられており、含まれる石球の直径は1.7 m から1.9 m、マウンドには花崗閃緑岩の石球で飾られたものも含まれている。しかし、何よりも特筆されるのは東西方向に2列に配置された石球を含む地区で、堆積作用によって地面に埋もれていたことで、本来の配列が保存されたと見なされている。世界遺産の構成資産に含まれたのはそれが理由であり、構成資産の中では最も重要な機能を担っていたと見なされている。
世界遺産としての登録面積は9.55 ha で、緩衝地域は65.7 ha である。

### バタンバル
バタンバル (Batambal, ID1453-002) の活動の始期は西暦660年から780年の間で、終期は30年の誤差で1320年頃と見なされている。この遺跡は約1 ha と構成資産中で最小だが、小高い丘に築かれている点に特色がある。直径0.7 m から0.95 m の石球を備えたこの集落遺跡は、ディキス・デルタや太平洋を一望できるだけでなく、逆にこの集落を離れた場所から視認できることが企図されていたと考えられており、そのような位置を占める唯一の例ということで、構成資産に含まれた。
世界遺産としての登録面積は0.8 ha で、緩衝地域は11.17 ha である。

### エル・シレンシオ
エル・シレンシオ (El Silencio, ID1453-003) の活動の始期は西暦550年から650年の間で、終期は30年の誤差で1450年頃と見なされている。この遺跡は、石球の作製に使われたと思しき道具類が出土していることもさることながら、特筆されるのは	ディキス地方最大の石球が残されていることであり、それが構成資産に含まれる理由となった。その直径は2.57 mで、重量は24トンであるという。
世界遺産としての登録面積は6.16 ha で、緩衝地域は26.16 ha である。

### グリハルバ-2
グリハルバ-2 (Grijalba-2, ID1453-004)。 は放射性炭素年代測定が行われていないので、使われていた時期は未詳である。いくつかのマウンドとともに直径1.2 m の石球がひとつ残るが、他と違うのは石灰石で出来ている点で、この施設は集落にとって副次的な位置づけであったと考えられている。そのような性質の違いが、構成資産に含まれる理由になった。	
世界遺産としての登録面積は8.22 ha で、緩衝地域は40.39 ha である。

## 登録経緯

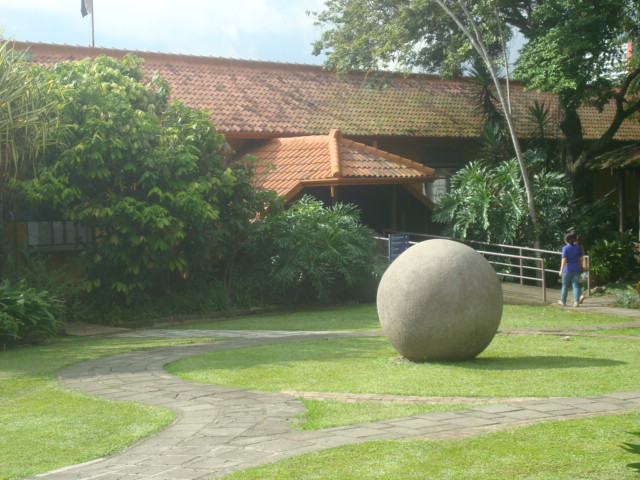
国立博物館に移された石球

コスタリカの世界遺産の暫定リストには、2001年に「空の下の充実。先コロンブス期石球群の公園」(Plenitude under the sky. Park of Pre-Colombian Stone Spheres) と題する物件が記載されていた。しかし、この物件はそれとは別に新たに2012年9月26日に暫定リスト入りしたものである。
正式な推薦は2013年2月1日に行われた。それを受けて世界遺産委員会の諮問機関である国際記念物遺跡会議 (ICOMOS) は、ホヤ・デ・セレンの考古遺跡（エルサルバドルの世界遺産）、サン・アグスティン考古公園（コロンビアの世界遺産）、カホキア墳丘群州立史跡（アメリカ合衆国の世界遺産）などと比べても顕著な普遍的価値を認められるとして、翌年春に「登録」を勧告した。
勧告を踏まえ、第38回世界遺産委員会では登録に反対する意見は出ず、保護・管理面での注文が付いたものの、問題なく登録が決議された。

### 登録名
世界遺産としての正式登録名は、英語: Precolumbian Chiefdom Settlements with Stone Spheres of the Diquís, フランス語: Établissements de chefferies précolombiennes avec des sphères mégalithiques du Diquísである。その日本語訳は資料によって以下のような違いがある。
- ディキスの石球のある先コロンブス期首長制集落群 - 日本ユネスコ協会連盟ほか[4][6]
- ディキスの石球のある先コロンブス期の首長制集落群 - 世界遺産検定事務局[5]
- ディキスの石球のある前コロンブス期の首長制集落群 - なるほど知図帳[23]
- ディキスの石球を含む先コロンブス期の首長制集落群 - 成美堂出版編集部[24]
- ディキス地方の石球のあるプレ・コロンビア期の首長制集落群 - 古田陽久・古田真美[25]
- 石球を伴う先コロンブス期ディキス地域首長制集落群 – 東京文化財研究所ほか[26][27]

## 登録基準
この世界遺産は世界遺産登録基準のうち、以下の条件を満たし、登録された（以下の基準は世界遺産センター公表の登録基準からの翻訳、引用である）。
- (3) 現存するまたは消滅した文化的伝統または文明の、唯一のまたは少なくとも稀な証拠。
  - 世界遺産委員会はこの基準の適用理由として、構成資産群が「先コロンブス期階級社会の複合的な政治・社会・生産構造の物証」であるとし、遺跡に随伴する石球についても「それらの先コロンブス期社会の芸術的伝統と職人的能力の類稀な証言」と位置づけた[28]。